# De Gouden Riem
De Gouden Riem is een prijs voor een uitzonderlijke prestatie van een Nederlandse skiffeur. Een skiffeur roeit alleen met twee riemen.
Nadat Janus Ooms als eerste niet Brit in 1892 de Diamond Challenge Sculls won, toentertijd gold deze wedstrijd als het officieuze wereldkampioenschap, kreeg Ooms van de Nederlandse roeiverenigingen de gouden riem aangeboden.
Nadat Frits Eijken in 1921 als tweede Nederlander de Diamond Challenge Sculls won door de latere Brits olympisch kampioen Jack Beresford te verslaan.
Ooms gaf de gouden Riem aan Eijken door vanwege zijn winst. Ooms gaf tijdens de overdracht aan dat de gouden riem een prijs moest zijn voor skiffeur die een uitzonderlijke prestatie had geleverd. Bertus Gunther gaf deze trofee door aan Jan Wienese die samen met De Amstel een stichting daarvan maakte. Met Jan als praeses van DGR van 1892.
In 2006 ontving Marit van Eupen als eerste vrouw de gouden riem, omdat zij in 2005 wereldkampioene in de lichte-skiff was geworden. Karolien Florijn is sinds januari 2024 de houder van de Gouden Riem. Florijn won als houder van de riem in 2024 Olympisch goud.
| Roeier           | Begin | Eind  | Gelauwerde prestatie                | Prestatie nadien |
| ---------------- | ----- | ----- | ----------------------------------- | ---------------- |
| Janus Ooms       | 1892  | 1921  | Diamond Challenge Sculls            |                  |
| Frits Eijken     | 1921  | 1929  | Diamond Challenge Sculls            |                  |
| Bert Gunther     | 1929  | 1968  | Diamond Challenge Sculls            |                  |
| Jan Wienese      | 1968  | 1989  | Olympisch goud                      |                  |
| Frans Göbel      | 1989  | 2006  | Wereldkampioen lichte skiff         |                  |
| Marit van Eupen  | 2006  | 2024  | Wereldkampioene lichte skiff 2005   | 2006&2007        |
| Karolien Florijn | 2024  | heden | Wereldkampioen skiff (2022 en 2023) | olympisch goud   |